# Tauron Nowa Muzyka
Tauron Nowa Muzyka (Nederlands: Festival Nieuwe Muziek) is een muziekfestival dat sinds 2006 plaatsvindt in Polen. Het festival brengt elektronische dansmuziek en jazz.
Het eerste festival in 2006 vond plaats in Katowice, in 2007 en 2008 week het festival uit naar Cieszyn om vanaf 2009 terug door te gaan in Katowice. Op de affiche stonden reeds Autechre, DJ Krush, Jamie Lidell, Amon Tobin, Battles, Bonobo, Fever Ray, London Grammar, Neneh Cherry en Years & Years.
Het festival kreeg internationale erkenning door de Best Small European Festival Award van de European Festival Awards driemaal te winnen, voor de edities van 2010, 2012 en 2014.